# 9612 Belgorod
9612 Belgorod eller 1992 RT7 är en asteroid i huvudbältet som upptäcktes den 4 september 1992 av den sovjetisk-ryska astronomen Ljudmila Zjuravljova vid Krims astrofysiska observatorium på Krim. Den är uppkallad efter den ryska staden Belgorod.
Asteroiden har en diameter på ungefär 8 kilometer.